# Federico Bonazzoli
Federico Bonazzoli (ur. 21 maja 1997 w Manerbio) – włoski piłkarz występujący na pozycji napastnika we włoskim klubie Salernitana. Wychowanek Interu Mediolan, w trakcie swojej kariery grał także w takich zespołach, jak Sampdoria, Lanciano, Brescia, SPAL, Padova oraz Torino. Młodzieżowy reprezentant Włoch.